# Collingsworth County
Das Collingsworth County ist ein County im Bundesstaat Texas der Vereinigten Staaten. Das U.S. Census Bureau hat bei der Volkszählung 2020 eine Einwohnerzahl von 2.652 ermittelt. Der Sitz der County-Verwaltung (County Seat) befindet sich in Wellington. Das County gehört zu den Dry Countys, was bedeutet, dass der Verkauf von Alkohol eingeschränkt oder verboten ist.

## Geographie
Das County liegt im Norden des geographischen Zentrums von Texas im sogenannten Texas Panhandle, an der Grenze zu Oklahoma und hat eine Fläche von 2381 Quadratkilometern, wovon 2 Quadratkilometer Wasserfläche sind. Es grenzt im Uhrzeigersinn an folgende Countys: Wheeler County, Beckham County und Harmon County in Oklahoma, Childress County, Hall County und Donley County.

## Geschichte
Collingsworth County wurde am 1. August 1876 aus Teilen des Bexar County und Young County gebildet und die Verwaltungsorganisation am 30. September 1890 abgeschlossen. Benannt wurde es nach James Collinsworth, dem ersten Justizminister der Republik Texas.
Eine Brücke im County ist im National Register of Historic Places (NRHP) eingetragen (Stand 19. Oktober 2018).

## Demografische Daten

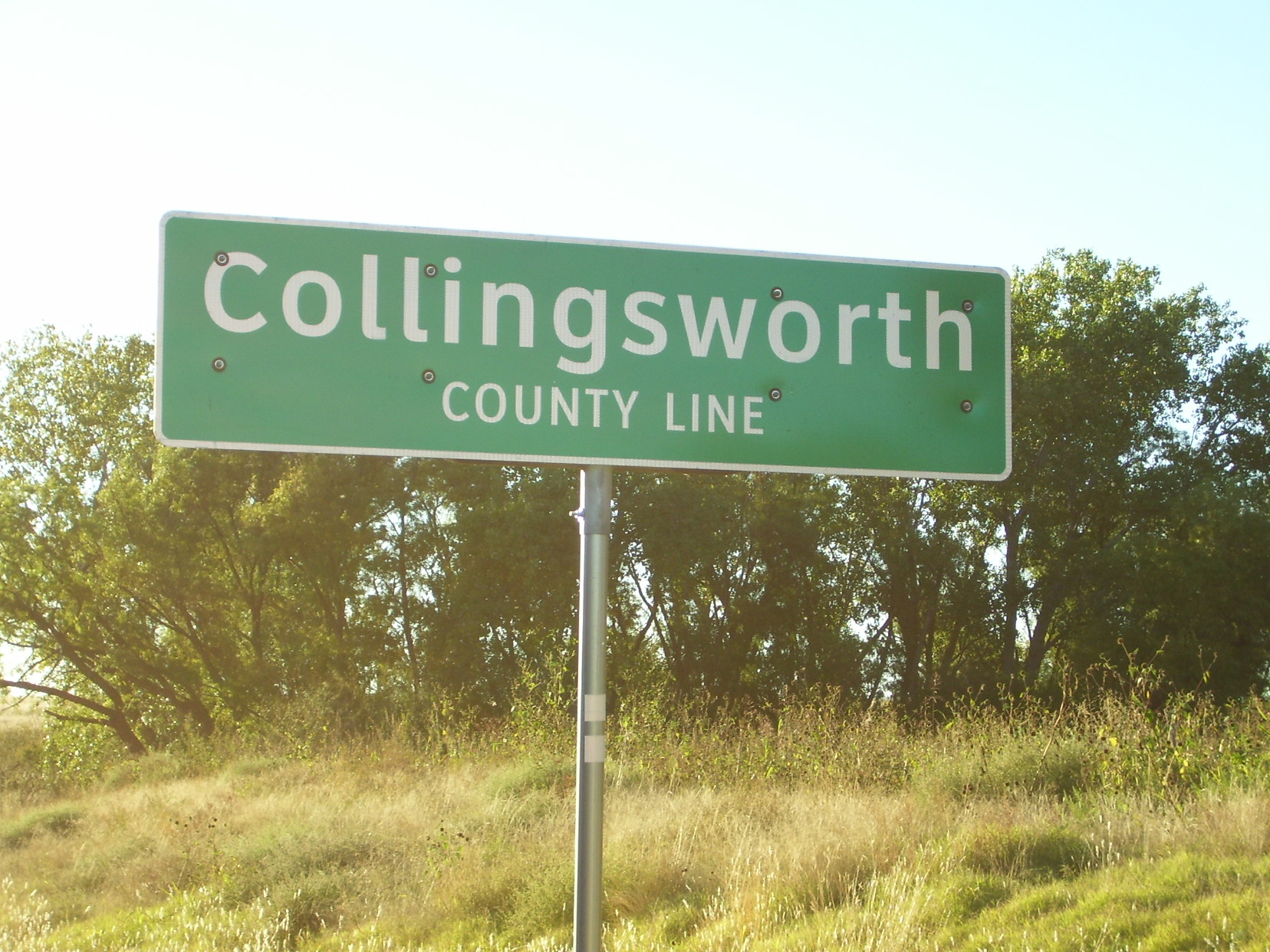
Collingsworth County Grenzmarkierung zwischen Texas und Oklahoma am Highway 203

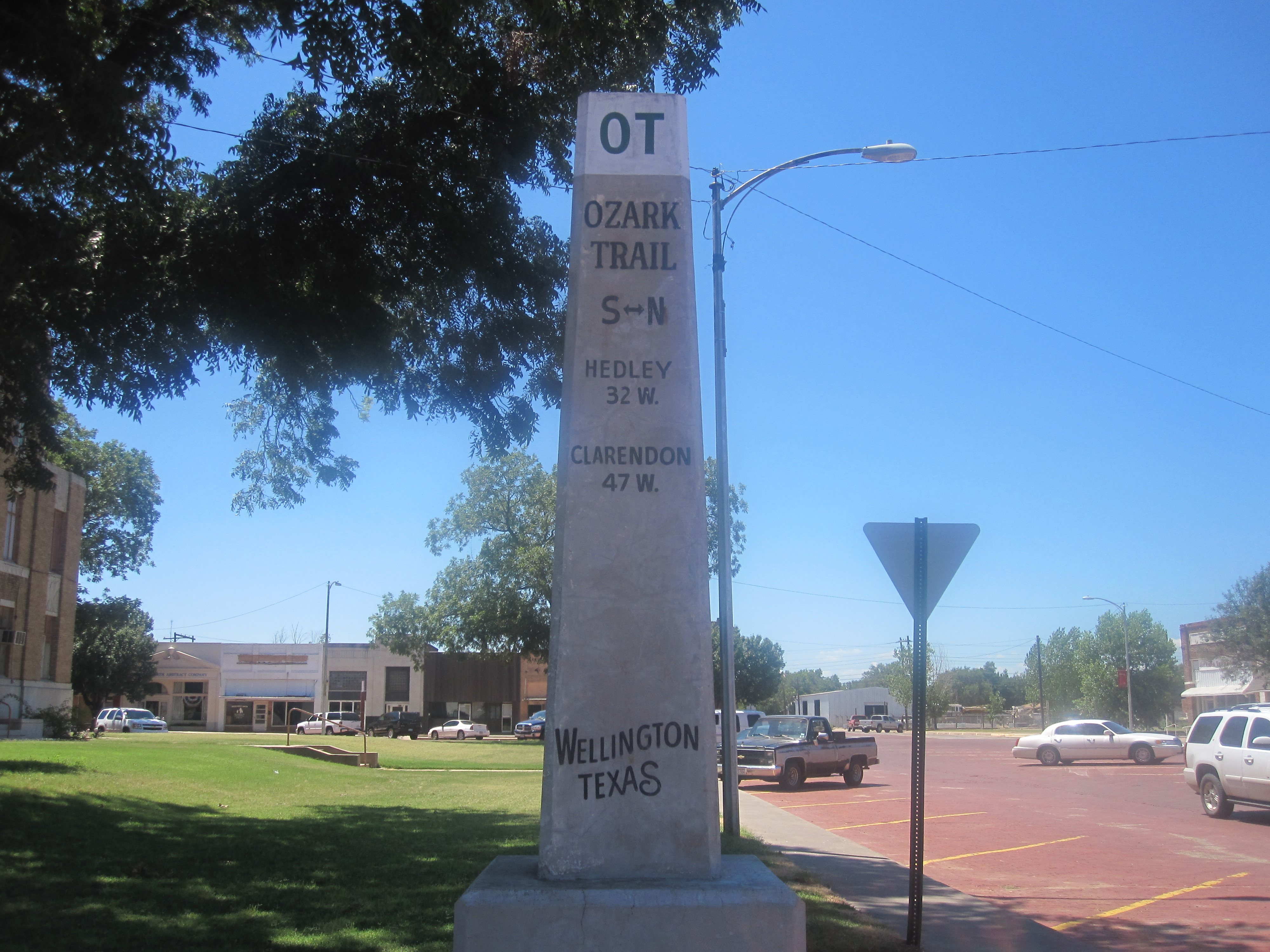
Ozark Trail Marker

Nach der Volkszählung im Jahr 2000 lebten im Collingsworth County 3.206 Menschen. Davon wohnten 53 Personen in Sammelunterkünften, die anderen Einwohner lebten in 1.294 Haushalten und 916 Familien. Die Bevölkerungsdichte betrug 1 Einwohner pro Quadratkilometer. Ethnisch betrachtet setzte sich die Bevölkerung zusammen aus 79,8 Prozent Weißen, 5,3 Prozent Afroamerikanern, 1,6 Prozent amerikanischen Ureinwohnern, 0,2 Prozent Asiaten und 10,9 Prozent aus anderen ethnischen Gruppen; 2,2 Prozent stammten von zwei oder mehr ethnischen Gruppen ab. 20,4 Prozent der Einwohner waren spanischer oder lateinamerikanischer Abstammung.
Von den 1.294 Haushalten hatten 29,8 Prozent Kinder oder Jugendliche, die mit ihnen zusammen lebten. 57,5 Prozent waren verheiratete, zusammenlebende Paare 9,8 Prozent waren allein erziehende Mütter und 29,2 Prozent waren keine Familien. 27,8 Prozent waren Singlehaushalte und in 17,5 Prozent lebten Menschen im Alter von 65 Jahren oder darüber. Die durchschnittliche Haushaltsgröße betrug 2,44 und die durchschnittliche Familiengröße betrug 2,97 Personen.
26,4 Prozent der Bevölkerung war unter 18 Jahre alt, 6,6 Prozent zwischen 18 und 24, 22,6 Prozent zwischen 25 und 44, 22,5 Prozent zwischen 45 und 64 und 22,0 Prozent waren 65 Jahre alt oder älter. Das Medianalter betrug 41 Jahre. Auf 100 weibliche Personen kamen 93 männliche Personen und auf 100 Frauen im Alter von 18 Jahren oder darüber kamen 88 Männer.
Das jährliche Durchschnittseinkommen eines Haushalts betrug 25.438 USD, das Durchschnittseinkommen einer Familie betrug 33.323 USD. Männer hatten ein Durchschnittseinkommen von 24.808 USD, Frauen 17.679 USD. Das Prokopfeinkommen betrug 15.318 USD. 14,8 Prozent der Familien und 18,7 Prozent der Einwohner lebten unterhalb der Armutsgrenze.

## Städte und Ansiedlungen
| - Aberdeen - Dodson - Dozier | - Lutie - Quail - Rolla | - Samnorwood - Wellington |